# Desire, I Want to Turn Into You
Desire, I Want to Turn Into You — четвёртый  в целом студийный альбом американской певицы-песенницы и продюсера Кэролайн Полачек и второй, выпущенный под её собственным именем. Он выпущен 14 февраля 2023 года на лейбле Полачек Perpetual Novice. Большую часть альбома Полачек спродюсировала вместе с Дэнни Л Харлем.
Альбом был поддержан синглами «Bunny Is a Rider», «Billions», «Sunset», и «Welcome to My Island», «Blood and Butter» и «Smoke». Альбом получил широкое признание критиков, некоторые из которых назвали его лучшей работой Полачек и высоко оценили её экспериментальность. Альбом вошёл в чарты Бельгии, Испании и Великобритании а также в компонентные чарты США. Он был номинирован на премию «Грэмми» в категории «Лучший неклассический альбом».
Делюкс-издание альбома с подзаголовком Everasking Edition было выпущено 14 февраля 2024 года, в первую годовщину стандартного издания. Оно было поддержано синглами «Dang» и новой версией «Butterfly Net» при участии Уайз Блад.

## Об альбоме
После выпуска альбома Pang в конце 2019 года Полачек собиралась отправиться в турне, но его прервала пандемия COVID-19 в марте 2020 года. Полачек осталась в Лондоне и начала работу над альбомом Desire, I Want to Turn Into You с близким соавтором Дэнни Л Харл. Она считает альбом основным сотрудничеством с Харле, так как в записи «мало других соавторов». Она продолжала работать над альбомом до середины 2021 года, когда ненадолго переехала в Барселону вместе с Харле и новым коллегой Сегой Бодега.
В ноябре 2021 года она также приняла участие в песне Charli XCX «New Shapes» вместе с Christine and the Queens. Затем Полачек отправилась в североамериканское турне с французским музыкантом Окло до конца 2021 года.
Дуа Липа пригласила Полачек в качестве группы поддержки на североамериканский и канадский этапы тура «Future Nostalgia Tour» с февраля по июль 2022 года, выступая также на многих фестивалях. В марте Полачек приняла участие в треке Flume «Sirens», а в июле написала и спродюсировала трек «Afar» для Hyd из PC Music. Она перенесла даты европейских гастролей, чтобы закончить работу над альбомом Desire, I Want to Turn Into You.
За шесть недель до выхода альбома, в интервью The Guardian, Полачек подтвердила названия ещё трёх песен: «Blood and Butter», «Pretty in Possible» и «Smoke».

## Композиция
Альбом Desire, I Want to Turn Into You был описан как арт-поп, альтернативный поп и нью-эйдж с элементами драм-энд-бейса, электроники, рока и трип-хопа
. Шаад Д’Суза из The Guardian написал: «Усиливая фантастические элементы своего предшественника, а также юмор и поп-инстинкт, Desire является эклектичным, продуманным и наглым продолжением и одним из самых ожидаемых релизов года». В альбоме звучат волынки, детские хоры, испанская гитара, "ритмы, которые варьируются от трип-хопа в стиле Ray of Light до дембоу, кельтского фолка и радиопопа в стиле начала 00-х годов. Сама Полачек описала его как «очень максималистский альбом».

## Релиз
Desire, I Want to Turn Into You был анонсирован в декабре 2022 года. На 66-й ежегодной церемонии вручения премии «Грэмми» 4 февраля 2024 года Полачек намекнула, что выпустит что-то ко Дню святого Валентина, который является первой годовщиной выхода Desire. Три дня спустя было объявлено о выпуске переиздания альбома с подзаголовком Everasking Edition.

### Синглы
В июле 2021 года Полачек выпустила лид-сингл «Bunny Is a Rider», который был написан до того, как она ушла на карантин. В феврале она выпустила сингл «Billions», вдохновлённый трип-хопом. Полачек заявила, что работа над песней заняла 19 месяцев. На сингле была переделана песня «Long Road Home», её совместная работа с Oneohtrix Point Never из его альбома 2020 года Magic Oneohtrix Point Never, в качестве би-сайда. Песня «Sunset» была выпущена в качестве сингла в октябре. В качестве влияния на песню Полачек назвала партитуры фильмов «Спагетти-вестерн» Эннио Морриконе. «Welcome to My Island», которую Полачек называет своей «самой дерзкой песней на сегодняшний день», была выпущена одновременно с анонсом альбома. 20 января был выпущен ремикс от Charli XCX и Джорджа Даниэла из группы The 1975. «Blood and Butter» был выпущен 31 января 2023 года. Песня «Smoke» была выпущена синглом 6 апреля 2023 года во время Spiraling Tour. К нему прилагался клип, премьера которого состоялась в тот же день.
Песню «Dang» Полачек выпустила 17 октября 2023 года в качестве лид-сингла с альбома Desire, I Want to Turn Into You: Everasking Edition. В тот же вечер она исполнила песню на The Late Show with Stephen Colbert. После того как Полачек и Уайз Блад несколько раз исполнили «Butterfly Net» вживую в течение 2023 года, в том числе на фестивалях Glastonbury и Fuji Rock, они выпустили свою совместную версию песни 7 февраля 2024 года, одновременно с анонсом Everasking Edition.

## Отзывы критиков
| Совокупная оценка    | Совокупная оценка |
| Источник             | Оценка            |
| -------------------- | ----------------- |
| AnyDecentMusic?      | 8.5/10            |
| Metacritic           | 94/100            |
| Оценки критиков      |                   |
| Источник             | Оценка            |
| AllMusic             | [ 36 ]            |
| Clash                | 9/10              |
| DIY                  | [ 38 ]            |
| Exclaim!             | 9/10              |
| The Line of Best Fit | 9/10              |
| NME                  | [ 41 ]            |
| Paste                | 9.2/10            |
| Pitchfork            | 8.7/10            |
| PopMatters           | 10/10             |
| Rolling Stone        | [ 44 ]            |

После выхода Desire, I Want To Turn Into You получил широкое признание музыкальных критиков. На сайте Metacritic, который присваивает нормализованный рейтинг из 100 баллов отзывам основных критиков, альбом получил средний балл 94 на основе 19 критических отзывов, что свидетельствует о «всеобщем признании».
Агрегатор AnyDecentMusic? поставил альбому 8,5 баллов из 10, основываясь на своей оценке консенсуса критиков.
Рецензируя альбом для AllMusic, Мэтт Коллар отметил, что в нём «Полачек неапологетично воплощает свою внутреннюю поп-диву, намеренно ссылаясь на поп-эстетику 90-х и начала 2000-х годов. Это альбом с бальзамическими трип-хоп-грувами, где электрические басовые риффы, пальцевые биты и небесно-голубые синтезаторы ласкают её ангельски проносящийся вокал, как дельфины, преследующие лодку. Она сразу же прониклась этой вызывающей атмосферой, ловко проводя тонкую грань между искренним романтизмом и искусной иронией». Он заключил, что с этим альбомом «Полачек освобождается от внешних ожиданий и превращает свои внутренние тревоги в опьяняющую поп-эйфорию».
Кэт Чжан из Pitchfork написала, что альбом стал лучшим в карьере Полачек, назвав его «лучшей новой музыкой». Мора Джонстон также положительно отозвалась об альбоме в Rolling Stone, назвав Полачек «бесспорным талантом вокалистки и аранжировщика», а альбом — «кинетическим примером того, что происходит, когда поп-музыка стремится выйти за собственные пределы».
В смешанной рецензии для NME Элла Кемп высоко оценила эксперименты Полачек, но сказала, что некоторые треки «страдают от более абстрактного видения», и назвала альбом «неровной коллекцией».  Гэбби Ниренбург в рецензии для журнала No Ripcord также высказала среднее мнение об альбоме, назвав его «просто хорошим» и задавшись вопросом: "Есть ли на этой пластинке хоть что-то, что действительно является настолько уникальным, особенным или отличным от всех остальных грамотных арт-поп альбомов?"
| Публикация           | Почести                            | Позиция | Источник |
| -------------------- | ---------------------------------- | ------- | -------- |
| AllMusic             | Лучшие альбомы 2023 года           | н/д     | [ 47 ]   |
| The Atlantic         | 10 лучших альбомов 2023 года       | 3       | [ 48 ]   |
| Beats Per Minute     | 50 лучших альбомов 2023 года       | 3       | [ 49 ]   |
| Billboard            | 50 лучших альбомов 2023 года       | 26      | [ 50 ]   |
| The Boston Globe     | Наши 50 любимых альбомов 2023 года | н/д     | [ 51 ]   |
| British GQ           | Лучшие альбомы 2023 года           | н/д     | [ 52 ]   |
| BrooklynVegan        | 55 лучших альбомов 2023 года       | 6       | [ 53 ]   |
| Consequence          | 50 лучших альбомов 2023 года       | 5       | [ 54 ]   |
| Crack                | 55 лучших альбомов года            | 5       | [ 55 ]   |
| DIY                  | Альбомы 2023 года                  | 1       | [ 56 ]   |
| Exclaim!             | 50 лучших альбомов 2023 года       | 1       | [ 57 ]   |
| The Fader            | 50 лучших альбомов 2023 года       | 17      | [ 58 ]   |
| God Is In The TV     | Альбомы 2023 года                  | 2       | [ 59 ]   |
| Gorilla vs. Bear     | Альббомы 2023 года                 | 43      | [ 60 ]   |
| The Guardian         | 50 лучших альбомов 2023 года       | 3       | [ 61 ]   |
| The Independent      | 30 лучших альбомов 2023 года       | 7       | [ 62 ]   |
| The Line of Best Fit | Лучшие альбомы 2023 года           | 38      | [ 63 ]   |
| Magnet               | 25 лучших альбомов 2023 года       | 5       | [ 64 ]   |
| The New York Times   | Лучшие альбомы 2023 года           | 2       | [ 65 ]   |
| NME                  | 50 лучших альбомов 2023 года       | 6       | [ 66 ]   |
| Paste                | 50 лучших альбомов 2023 года       | 4       | [ 67 ]   |
| Pitchfork            | 50 лучших альбомов 2023 года       | 2       | [ 68 ]   |
| PopMatters           | 80 лучших альбомов 2023 года       | 4       | [ 69 ]   |
| Resident Advisor     | Лучшие альбомы 2023 года           | н/д     | [ 70 ]   |
| The Ringer           | 27 лучших альбомов 2023 года       | 5       | [ 71 ]   |
| Rolling Stone        | 100 лучших альбомов 2023 года      | 28      | [ 72 ]   |
| The Skinny           | Альбомы The Skinny 2023 года       | 2       | [ 73 ]   |
| Slant Magazine       | 50 лучших альбомов 2023 года       | 5       | [ 74 ]   |
| Stereogum            | 50 лучших альбомов 2023 года       | 11      | [ 75 ]   |
| Time Out             | 30 лучших альбомов 2023 года       | 7       | [ 76 ]   |
| Under the Radar      | 100 лучших альбомов 2023 года      | 3       | [ 77 ]   |
| Uproxx               | Лучшие альбомы 2023 года           | н/д     | [ 78 ]   |
| Vogue                | Лучшие альбомы 2023 года           | н/д     | [ 79 ]   |

## Тур
См. также Spiraling Tour в английском разделе
Полачек отправилась в турне Spiraling Tour для продвижения Desire, I Want to Turn Into You. Турне включало Северную Америку, Европу, Азию и Австралию, начавшись 10 февраля в Брайтоне, Англия, и закончившись 13 декабря 2023 года в Брисбене, Австралия.

## Список композиций
| №                   | Название                                  | Автор(ы)                                      | Продюсер(ы)                                           | Длительность |
| ------------------- | ----------------------------------------- | --------------------------------------------- | ----------------------------------------------------- | ------------ |
| 1.                  | «Welcome to My Island»                    | Кэролайн Полачек Дэн Нигро Джеймс Хармон Стак | Полачек Дэнни Л Харл Нигро Jim-E Stack A. G. Cook [a] | 3:53         |
| 2.                  | «Pretty in Possible»                      | Полачек Харл                                  | Полачек Харл                                          | 3:36         |
| 3.                  | «Bunny Is a Rider»                        | Полачек Харл                                  | Полачек Харл                                          | 3:17         |
| 4.                  | «Sunset»                                  | Полачек Кэролайн Аилин Сальвадор Наваррете    | Полачек Сега Бодега                                   | 2:43         |
| 5.                  | «Crude Drawings of An Angel»              | Полачек Харл                                  | Полачек Харл                                          | 3:28         |
| 6.                  | «I Believe»                               | Ариэль Рехтшайд Полачек Харл                  | Полачек Харл Рехтшайд                                 | 4:07         |
| 7.                  | «Fly to You» (при участии Граймс и Дайдо) | Полачек Харл Клэр Элис Буше Дайдо Армстронг   |                                                       | 4:05         |
| 8.                  | «Blood and Butter»                        | Полачек Харл                                  | Полачек Харл                                          | 4:28         |
| 9.                  | «Hopedrunk Everasking»                    | Полачек Харл                                  | Полачек Харл                                          | 3:19         |
| 10.                 | «Butterfly Net»                           | Полачек Харл                                  | Полачек Харл                                          | 4:36         |
| 11.                 | «Smoke»                                   | Полачек Харл                                  | Полачек Харл                                          | 2:57         |
| 12.                 | «Billions»                                | Полачек Харл                                  | Полачек Харл                                          | 4:56         |
| Общая длительность: | Общая длительность:                       | Общая длительность:                           | Общая длительность:                                   | 45:24        |

| №   | Название                                             | Автор(ы)                           | Продюсер(ы)                  | Длительность |
| --- | ---------------------------------------------------- | ---------------------------------- | ---------------------------- | ------------ |
| 13. | «Dang»                                               | Харл Кайла Томпсон-Ханнант Полачек | Полачек Томпсон-Ханнант Харл | 2:44         |
| 14. | «Spring Is Coming With a Strawberry in the Mouth»    | Елена Лопес Роджер Дойл            | Полачек Cook                 | 3:53         |
| 15. | «Butterfly Net» (при участии Уайз Блад)              | Полачек Харл                       | Полачек Харл                 | 5:33         |
| 16. | «Meanwhile»                                          | Полачек Сэмюэль Орган              | Полачек Орган                | 1:28         |
| 17. | «Coma»                                               | Полачек Джейми Брукс               | Полачек Брукс Харл           | 5:44         |
| 18. | «Gambler's Prayer»                                   | Полачек Харл                       | Полачек Харл                 | 3:47         |
| 19. | «Long Road Home» (при участии Oneohtrix Point Never) | Полачек Дэниел Лопатин             | Полачек Лопатин              | 3:44         |
| 20. | «I Believe» (Acoustic Version)                       | Рехтшайд Полачек Харл              | Рехтшайд Полачек             | 4:35         |

Примечания
- ↑  Означает сопродюсера
- «Spring Is Coming With a Strawberry in the Mouth» — кавер на одноимённую песню 1986 года в исполнении Operating Theatre[англ.].
- «Coma» — кавер-версия песни «Pharmacoma (For Ben Deitz)» (2019) в исполнении Default Genders[англ.].
- «Long Road Home» — это переработка одноимённой песни 2020 года в исполнении Oneohtrix Point Never с неатрибутированным вокалом Полачек. Изначально она не была включена в альбом, но была добавлена в издание Everasking Edition через восемь дней после его выхода[81]. Переработанный трек был впервые выпущен в качестве би-сайда к синглу «Billions» в 2022 году.

## Участники записи
Музыканты
- Кэролайн Полачек — вокал
- Дэнни Л Харл[англ.] — бас (треки 1, 3, 5, 9)
- Дэн Нигро — гитара (треки 1, 5)
- Нико Харл — дополнительный вокал (трек 3)
- Марко Лопес — гитара (трек 4)
- Сега Бодега[англ.] — гитара (трек 4)
- Сэмюэл Орган — гитара (треки 4, 10)
- Микель Местрес — гитара (трек 7)
- Бригд Шаимбель[англ.] — волынка (трек 8)
- Кирин Дж. Каллинан — гитара (трек 8)
- Тодд Оливер — гитара (трек 10)
- Хор «Тринити» — дополнительный вокал (треки 10, 12)
- Мэтью Хортон — гитара (трек 11)

Технический
- Крис Геринджер[англ.] — мастеринг
- Джефф Свон — сведение
- Макс Фолкрон — звукорежиссёр (трек 8)

Оформление
- Эйдан Замири — все фотографии
- Юма Бёрджесс — карта метро
- Дэвид Ускиза — арт-директор обложки, дизайн монограмм
- Иша Дипика Валия — дизайн обложки

## Чарты
| Чарт (2023)                                  | Высшая позиция |
| -------------------------------------------- | -------------- |
| Австралия (ARIA)                             | 53             |
| Бельгия/Фландрия (Ultratop)                  | 48             |
| Бельгия/Валлония (Ultratop)                  | 55             |
| Нидерланды (Album Top 100)                   | 35             |
| Франция (SNEP)                               | 197            |
| Германия (Offizielle Top 100)                | 44             |
| Новая Зеландия (RMNZ)                        | 31             |
| Шотландия (Scottish Albums Chart)            | 8              |
| Испания (PROMUSICAE)                         | 67             |
| Швейцария (Schweizer Hitparade)              | 25             |
| Великобритания (UK Albums Chart)             | 23             |
| Великобритания (UK Independent Albums Chart) | 2              |
| США (Billboard 200)                          | 87             |
| США (Heatseekers Albums, Billboard)          | 13             |
| США (Independent Albums, Billboard)          | 19             |